# John Cooke (Jurist, 1944)
John D. Cooke  (* 10. Juli 1944 in Dublin, Irland; † 29. April 2022 in Dublin) war ein irischer Jurist.

## Leben
Cooke absolvierte ein rechtswissenschaftliches Studium am University College Dublin. Er legte 1966 das Barristerexamen am King’s Inns ab und wurde Rechtsanwalt (Barrister). Später wurde er auch Senior Counsel (1980). Er war als Rechtsanwalt auch in Nordirland, England, Wales und New South Wales (Australien) zugelassen.
1996 wurde er zum Richter am Gericht erster Instanz ernannte und blieb dort bis September 2008 im Amt. Mit Wirkung vom 25. November 2008 wurde er an den High Court berufen und blieb dort bis Dezember 2013. 
Cooke war verheiratet und hatte zwei Kinder.